# Grande Bidello
Grande Bidello è il primo album solista di Sir Oliver Skardy, pubblicato nel 2004.

## Descrizione
Il primo lavoro solista di Sir Oliver Skardy si pone in continuità con l'esperienza musicalmente reggae e in lingua veneziana, seppur qui molto contaminata da lunghe escursioni nella lingua italiana, fatta dal musicista nei Pitura Freska.
Si nota, oltre al tono disnaz , quello polemico contro una realtà inchiodata dai mass media, a cui alludono il titolo e la copertina (anch'essa ideata da Skardy) dell'album, con chiaro riferimento al reality show Grande Fratello.
La traccia più nota, Bideo, title track del disco parla della professione di Skardy, impiegato come bidello presso il Liceo Artistico Michelangelo Guggenheim; non mancano i consueti tratti di polemica sociale, qui nello specifico contro lo stato di degrado delle scuole statali e gli stipendi dei direttori.
Polemica sociale che si acuisce in Nord Est, ritratto della società veneta contemporanea, che dalla povertà di una tradizionale economia agricola è passata a una ricchezza imprenditoriale eccessivamente esaltata, che sotto sembra nascondere vuoti culturali: ecco che nel ritornello si trovano versi come sono l'uomo della foresta / al piantatuberi che se ha montà la testa. Il tema dell'apparenza, qui toccato, si approfondisce in Sex gusto
La critica al potere politico trova spazio in Super Skank (canzone esclusa dal Festival di Sanremo 2004), ma anche in Ah mi no so miga, che riprende il tema della più famosa Marghera (Na bruta banda, 1991) dei Pitura Freska: la liberalizzazione delle droghe leggere; in questo brano Skardy elenca una serie di proibizioni dietro le quali si nasconderebbe solo un'azione repressiva del potere, impegnato a nascondere le proprie più gravi malefatte: i veri delinquenti sta bei stravacai/per rompere il tedio perseguitemo i s-ciopai.
Trovano spazio anche tematiche più disimpegnate e licenziose: quella sessuale si ritrova in brani come Lap dance e Tettakiller. Il tema amoroso invece è quello di Stella, il capitolo più lirico dell'album, alle cui atmosfere contribuiscono le voci di Farida e Sara Montanari.

## Tracce
1. Radio maranza – 3:02
2. Bideo – 3:52
3. Super skank – 3:45
4. Bluff – 4:23
5. Nord Est – 3:29
6. Ah mi no so miga – 4:24
7. Break deca – 0:22
8. Sex symbol – 3:16
9. Lap dance – 3:13
10. Tetta killer – 3:33
11. Break tandui – 0:11
12. El xe U (Break on through) – 2:35
13. Do mie – 4:07
14. Break tanka – 0:20
15. Ketchup – 3:55
16. Stella – 3:44
17. Competition generation – 1:37

Durata totale: 49:48

## Artisti e musicisti
- Musiche e testi: Sir Oliver Skardy (eccetto Radio maranza, con Ballarin e Di Angilla, ed El xe U (Break on through), tratta da un brano dei Doors)
- Voce: Sir Oliver Skardy

## Formazione
- Sir Oliver Skardy: voce, chitarra
- Gianluca Ballarin: tastiera, programmazione
- Leonardo Di Angilla: percussioni, programmazione

Altri musicisti
- Carlo & Giorgio: voce in Radio maranza
- Angela Milanese: voce in Bluff
- Sara Montanari: cori in Stella
- Farida: cori in Super skank e Stella
- Teo & The Bombs horn section: fiati in Ah mi no so miga e Nord Est
- theAlchemist Bebo Baldan: basso, percussioni, tastiera, programmazione in Super skank
- Giovanni Boscariol: tastiera, programmazione in Bideo e Stella